# Pseudeulia
Pseudeulia is een geslacht van vlinders van de familie bladrollers (Tortricidae), uit de onderfamilie Tortricinae.

## Soorten
- P. asinana (Hübner, 1799)
- P. vermicularis (Meyrick, 1935)